# Hirokazu Shinjo
Hirokazu Shinjo (ur. 11 października 1982) – japoński zapaśnik w stylu klasycznym. Zajął 27. miejsce na mistrzostwach świata w 2007. Brązowy medal na mistrzostwach Azji w 2008 roku.